# 超人
哲学的分野で言う超人（ちょうじん、ドイツ語: Übermensch、英語: overman、superman、super-human）とは、ドイツの哲学者フリードリヒ・ニーチェが提唱した概念の一つであり、そのような新しいあり方を体現する人類の呼称である（その、漢字文化圏における表記）。
ニーチェはその著『ツァラトゥストラはかく語りき』において、人間関係の軋轢におびえ、生活の保証、平安、快適、安楽という幸福を求める現代の一般大衆を「畜群」と罵った。その上で、永劫回帰の無意味な人生の中で自らの確立した意思でもって行動する「超人」であるべきと説いた。

## 哲学以外の超人について
- シッダ - インドにおいて修行などによって超常的な能力を獲得した人間
- 博学者（万能人、uomo universale） - ヨーロッパのルネサンス時代において目指された様々な分野で秀でた理想の人間像
- トランスヒューマニズム - 新しい科学技術による人間改良